# Roberto Domínguez (cầu thủ bóng đá)
Roberto Domínguez (sinh ngày 9 tháng 5 năm 1997) là một cầu thủ bóng đá người El Salvador, thi đấu ở vị trí Trung vệ cho Santa Tecla.